# Прокурава
Прокурава (укр. Прокурава) — село в Космачской сельской общине Косовского района Ивано-Франковской области Украины.
Население по переписи 2001 года составляло 1196 человек. Занимает площадь 3 км². Почтовый индекс — 78625. Телефонный код — 03478.